# Adolf Scherzer

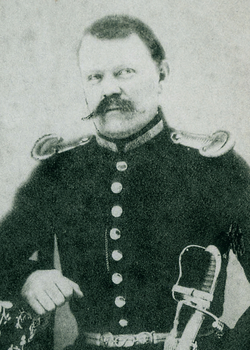
Porträt von Adolf Scherzer

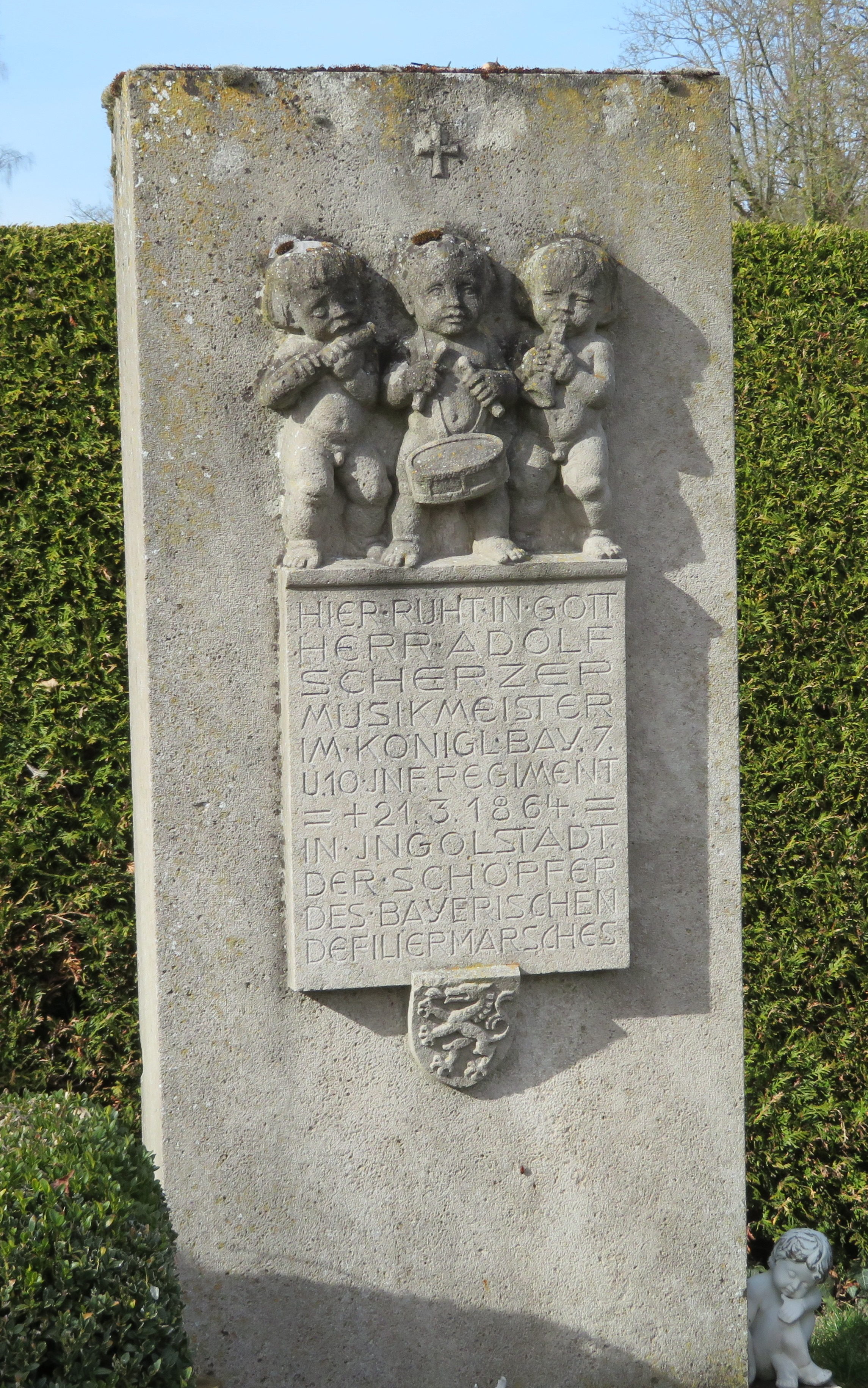
Scherzers Grabstein

Jacob Philipp Adolph Scherzer (auch Adolf Scherzer; * 4. November 1815 in Neustadt an der Aisch; † 21. März 1864 in Ingolstadt) war ein bayerischer Militärmusiker und Komponist.

## Leben
Adolf Scherzer wurde als Spross des Neustädter Zweiges der fränkischen Musikerfamilie Scherzer geboren, welche für die Stadtmusiken von Erlangen und Ansbach bestimmend war. Von seinem Vater Jacob erhielt er Musikunterricht auf vielen Instrumenten.
Im Alter von 17 Jahren trat er am 28. August 1833 freiwillig in das Königlich Bayerische 7. Infanterie-Regiment in Ingolstadt ein und wurde dort am 1. April 1849 Königlich Bayerischer Musikmeister. In dieser Stellung komponierte er mehrere Märsche, von denen der um 1850 entstandene Avancier-Marsch – heute bekannt als Bayerischer Defiliermarsch – der populärste ist.
Er ist auf dem Westfriedhof in Ingolstadt in einem Ehrengrab beerdigt.

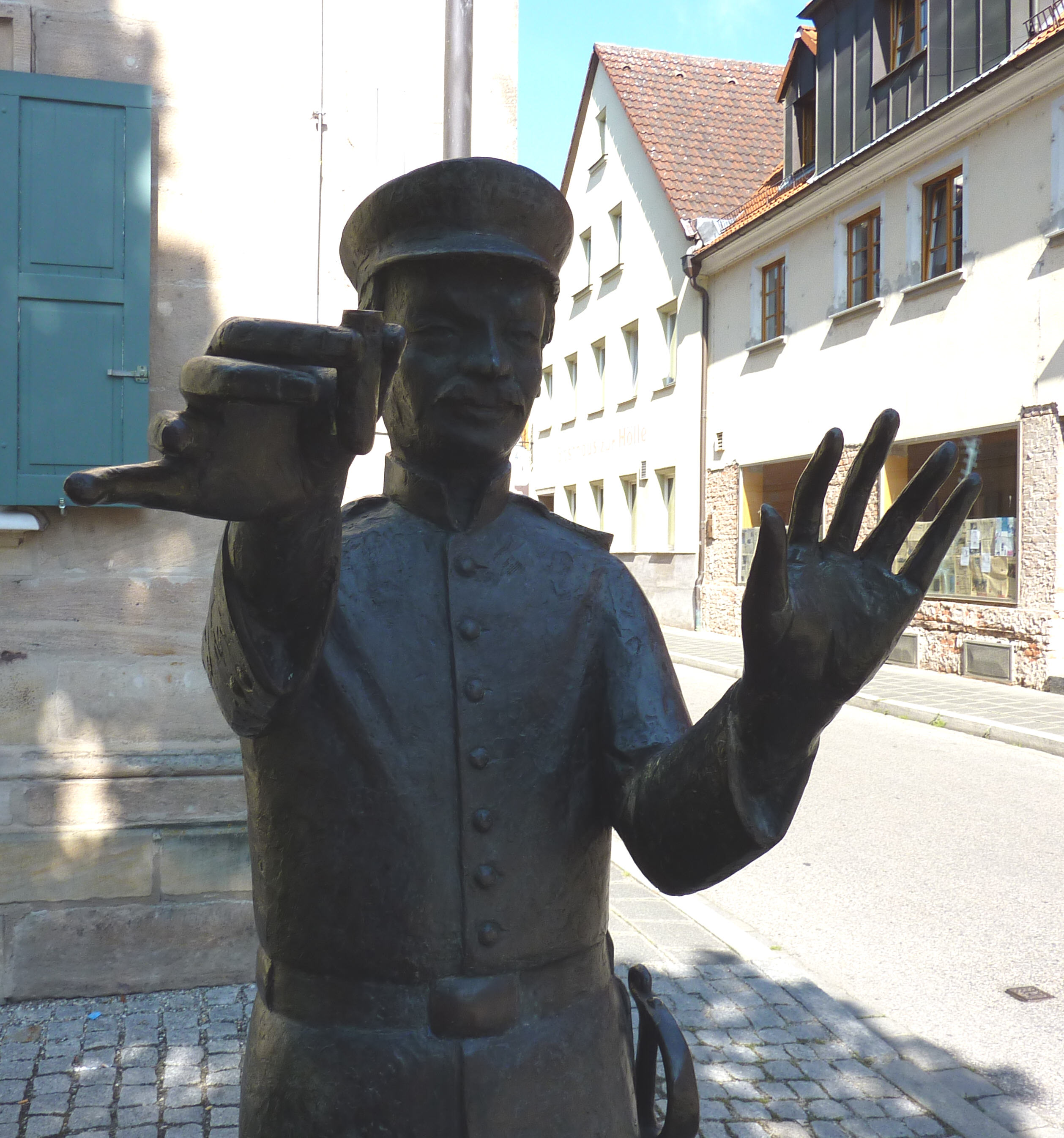
Scherzer-Denkmal in Neustadt an der Aisch

In seiner Geburtsstadt Neustadt an der Aisch setzte man Scherzer 1995 ein Denkmal am Peter-Kolb-Platz.

## Werke (Auswahl)
Für Blasorchester
- Auf Wiedersehen in Schleswig, Marsch
- Bayerischer Defiliermarsch (früher Ingolstädter Parademarsch und Avanciermarsch), um 1850
- Ein harmloser Scherz
- Marsch des Regimentes von Hohenhausen
- Neujahrs-Polka